# Me enamora
Me enamora es una canción escrita e interpretada por el cantautor colombiano Juanes. La canción es el primer sencillo de su cuarto álbum de estudio, La vida... es un ratico y fue lanzada al mercado el 3 de septiembre de 2007. Me enamora, junto con La camisa negra, se convirtieron en dos éxitos en los países de Latinoamérica, Asia, Europa y demás países donde se habla español y también donde no se habla este idioma. Esta canción confirmó rotundamente que Juanes es un artista internacional.

## Canción
Me Enamora alcanzó el número uno en las listas de popularidad de 14 países, siguiendo el ejemplo de otros éxitos de Juanes como "Fotografía", "Nada Valgo Sin Tu Amor", "Volverte a Ver " y "La Camisa Negra". La canción alcanzó el número uno del Billboard Hot Latin Tracks, siendo una de las pocas canciones en tener éxito en tan poco tiempo.
La canción se convirtió en el más exitoso sencillo de Juanes desde "La Camisa Negra", y es el tercero más exitoso después de "Fotografía", A Dios le pido" y "La Camisa Negra". 
Me Enamora hasta el momento, junto con Gotas de Agua Dulce, ha obtenido ventas de 6 millones de descargas digitales en todo el mundo, siendo una de las canciones en español más vendidas de toda la historia. Con esta canción, Juanes logró batir récords en Chile al llegar a la posición número uno durante más de 20 semanas no consecutivas, siendo la canción con más tiempo en esta posición e igualando el éxito en el Hot Latin Tracks al llegar a la misma posición durante el mismo tiempo.
Me Enamora se convirtió en uno de los vídeos más vistos en la página YouTube desde su publicación, y con esta canción Juanes logró obtener hasta el momento los premios más importantes del Festival Internacional de la Canción de Viña del Mar, obteniendo la Antorcha de Oro, Antorcha de Plata, Gaviota de Plata y Gaviota de Oro simbólica por el reconocimiento del público.
La canción se alzó en la posición número uno al segundo día de su lanzamiento en Colombia, y en el Hot Ranking de HTV tuvo un éxito rotundo siendo una de las canciones con vídeo más corto en permanecer en esta lista durante tantas semanas consecutivas. Esta canción se puede jugar en Rock Band 3.

## Lista de canciones
1. «Me Enamora» - 3:14 (Álbum Versión)
2. «Me Enamora» - 3:11 (Radio Edit)

## Apariciones en otros medios
- Esta canción está disponible en el videojuego musical Rock Band 3 para PS3, Xbox, PS2 y Wii.
- Es uno de los sencillos que frecuentemente Juanes interpretaba en "La vida World Tour" sustituyendo a otras canciones como "Fotografía" y "Mala Gente".
- Juanes realizó una aparición sorpresa en la segunda temporada de la serie infantojuvenil argentina Patito Feo, protagonizada por Laura Natalia Esquivel, (2007-2008) interpretando "Me Enamora"
- También hay una versión en vivo de la canción en "Juanes MTV Unplugged" (2012)

## Vídeo musical
En el vídeo musical se ve a una mujer conduciendo un auto que con su Sony Ericsson prende automáticamente la canción de Juanes "Me Enamora" en la carretera y de repente unas personas le indican que no hay pase y se desvíe por otra pista, entonces aparecen más personas vestidas de la misma forma, con pantallas mostrando a Juanes cantando con su banda y así logran estacionar a la mujer que está en el auto hasta que Juanes aparece frente a ella y él sonríe.

### Versión Alterna
En la versión alterna que se puede encontrar en YouTube la mujer estaciona el auto frente a él, él le sonrie y acto seguido la mujer presiona el acelerador, dando a entender que juanes muere atropellado 
- Datos: Q5795447